# Let’s Dance (album Davida Bowiego)
Let’s Dance – piętnasty album studyjny brytyjskiego piosenkarza Davida Bowiego, nagrany w grudniu 1982 i wydany 14 kwietnia 1983 nakładem wytwórni EMI.

## Lista utworów
Spis sporządzono na podstawie materiału źródłowego
1. „Modern Love” – 4:46
2. „China Girl” – 5:32
3. „Let’s Dance” – 7:37
4. „Without You” – 3:08
5. „Ricochet” – 5:12
6. „Criminal World” – 4:24
7. „Cat People” – 5:09
8. „Shake It” – 3:49

## Personel
Poniższy spis uwzględnia osoby, które wzięły udział w nagraniu materiału.
- David Bowie – muzyka i słowa (oprócz „Criminal World”), producent, miksowanie, aranżacje
- Iggy Pop – muzyka i słowa („China Girl”)
- Duncan Browne, Peter Godwin, Sean Lyons – muzyka i słowa („Criminal World”)
- Giorgio Moroder – muzyka i słowa („Cat People”)
- Nile Rodgers – producent, miksowanie
- Stevie Ray Vaughan – gitara prowadząca
- Nile Rodgers – gitara
- Carmine Rojas – gitara basowa
- Bernard Edwards – gitara basowa (w „Without You”)
- Omar Hakim, Tony Thompson – perkusja
- Mac Gollehon – trąbka
- Steve Elson – flet, saksofon barytonowy
- Stan Harrison – flet, saksofon tenorowy
- Rob Sabino – instrumenty klawiszowe
- Sammy Figueroa – instrumenty perkusyjne
- David Spinner, Frank Simms, George Simms – wokale wspierające
- Bob Clearmountain, Dave Greenberg – inżynier dźwięku
- Bob Ludwig – mastering
- Mick Haggerty – projekt graficzny albumu
- Greg Gorman – autor fotografii
- Derek Boshier – rysunek